# دام برنارد
دام برنارد (انگلیسی: Dom Bernard؛ زادهٔ ۲۹ مارس ۱۹۹۷) بازیکن فوتبال است.
از باشگاه‌هایی که در آن بازی کرده‌است می‌توان به باشگاه فوتبال بیرمنگام سیتی اشاره کرد.
وی همچنین در تیم ملی فوتبال زیر 17 سال جمهوری ایرلند و تیم ملی فوتبال زیر 18 سال جمهوری ایرلند بازی کرده‌است.